# Crepidula onyx
Crepidula onyx är en snäckart som beskrevs av G. B. Sowerby I 1824. Crepidula onyx ingår i släktet Crepidula och familjen toffelsnäckor. Inga underarter finns listade i Catalogue of Life.